# Rivière Joncas (rivière Ferrée)
Pour les articles homonymes, voir Rivière Joncas et Joncas.
La rivière Joncas coule entièrement dans la municipalité de Sainte-Louise, dans la municipalité régionale de comté (MRC) de L'Islet, dans la région administrative de Chaudière-Appalaches, au Québec, au Canada.
La confluence de la rivière Joncas constitue la tête de la rivière Ferrée, laquelle coule sur 10,3 km vers le nord pour aller se déverse sur la rive sud du fleuve Saint-Laurent. Cette dernière confluence est située dans le petit hameau de Village-des-Aulnaies, situé au sud-ouest du village de La Pocatière et au nord-est du village de Saint-Roch-des-Aulnaies.

## Géographie
La rivière Joncas prend sa source en zone forestière au nord du coteau Blanc dans la municipalité de Sainte-Louise. Cette source est située à 7,0 km au sud-est de la rive sud du fleuve Saint-Laurent, à 4,7 km au sud-est du centre du village de Sainte-Louise, à 9,7 km au sud-ouest du centre du village de Saint-Onésime-d'Ixworth et à 11,1 km au sud du centre du village de La Pocatière.
Prenant sa source, la rivière Joncas traverse des paysages forestiers et agricoles sur un total de 10,5 kilomètres, répartis selon les segments suivants:
- 2,5 km vers le sud-ouest dans La Pocatière en zone forestière, en longeant le rang Bonnet, jusqu'à la route Gaspard ;
- 1,6 km vers le sud-ouest en zone agricole, jusqu'à la route de l'Église ;
- 2,5 km vers le sud-ouest en recueillant les eaux du ruisseau Gaudet (venant de l'est) et d'un ruisseau (venant du sud), jusqu'à la route Noël ;
- 2,1 km vers le sud-ouest, jusqu'au pont d'une route de campagne ;
- 1,8 km vers l'ouest en formant une boucle vers le sud, jusqu'à sa confluence.

La rivière Joncas se déverse à la confluence du ruisseau Francoeur, qui constitue la tête de la rivière Ferrée. Cette confluence est située à 0,4 km au sud-est de la limite sud de Saint-Roch-des-Aulnaies et à 5,6 km au sud-ouest du centre du village de Sainte-Louise et à 9,2 km au nord-est du centre du village de Saint-Jean-Port-Joli.

## Toponymie
Le toponyme Joncas a été officialisé le 5 décembre 1968 à la Commission de toponymie du Québec.